# Fosfortrichloride
Fosfortrichloride (PCl3) is een zeer toxische en corrosieve vloeistof met een scherpe geur, die hevig reageert in contact met water tot fosforigzuur en waterstofchloride:
{\displaystyle {\ce {PCl3 + 3H2O -> H3PO3 + 3HCl}}}
Het is een belangrijke stof in de chemische industrie, vooral als tussenproduct voor de productie van andere verbindingen.

## Synthese
Fosfortrichloride wordt op industriële schaal bereid door witte fosfor te laten reageren met een beperkte hoeveelheid watervrij chloorgas (overmaat chloor leidt tot de vorming van fosforpentachloride):
{\displaystyle {\ce {P4 + 6Cl2 -> 4PCl3}}}
Fosfortrichloride kan ook bereid worden door dampen van fosforylchloride (POCl3) te reduceren met koolstof bij verhoogde temperatuur:
{\displaystyle {\ce {POCl3 + C -> PCl3 + CO}}}
Deze reactie is een carbothermische reductie.

## Structuur en eigenschappen
Fosfortrichloride bezit een vrij elektronenpaar op fosfor, waardoor een trigonaal piramidale structuur ontstaat. Dit wordt voorspeld door de VSEPR-theorie. Net zoals fosfortrifluoride en fosfortribromide kan ook deze verbinding optreden als lewiszuur en lewisbase.

## Toepassingen
Fosfortrichloride wordt vooral gebruikt als tussenproduct (intermediair) in de synthese van andere verbindingen, waaronder pesticiden, biociden, vlamvertragers en geneesmiddelen.
PCl3 is indirect belangrijk als voorloper van PCl5, POCl3 en PSCl3, die in veel toepassingen worden gebruikt, waaronder herbiciden, insecticiden, weekmakers, olie-additieven en vlamvertragers.
Door oxidatie van PCl3 ontstaat bijvoorbeeld POCl3, dat wordt gebruikt voor de productie van trifenylfosfaat en tricresylfosfaat, die toepassing vinden als vlamvertragers en weekmakers voor PVC. Ze worden ook gebruikt om insecticiden zoals diazinon te maken. Fosfonaten omvatten het herbicide glyfosaat.
PCl3 is de voorloper van trifenylfosfine voor de Wittig-reactie, en fosfietesters die kunnen worden gebruikt als industriële tussenproducten, of gebruikt in de Horner-Wadsworth-Emmons-reactie, beide belangrijke methoden voor het maken van alkenen. Het kan worden gebruikt om trioctylfosfineoxide (TOPO) te maken, dat wordt gebruikt als extractiemiddel, hoewel TOPO meestal wordt gemaakt via het overeenkomstige fosfine.
PCl3 wordt ook rechtstreeks gebruikt als reagens bij de organische synthese. Het wordt gebruikt om primaire en secundaire alcoholen om te zetten in alkylchloriden, of carbonzuren in acylchloriden, hoewel thionylchloride over het algemeen betere opbrengsten geeft dan PCl3.

## Toxicologie en veiligheid
Naast de hevige reactie met water, reageert fosfortrichloride ook met alcoholen, fenolen en basen.
Het is een zeer corrosieve stof, die metalen en vele andere materialen aantast.
Fosfortrichloride is zeer toxisch. Inademing van de dampen kan longoedeem veroorzaken. De stof is corrosief en tast ogen, huid en luchtwegen aan. Een gevaarlijke concentratie van fosfortrichloride in de lucht kan door verdamping bij 20 °C zeer snel worden bereikt. De dampen zijn zwaarder dan lucht.
De grenswaarde voor blootstelling aan fosfortrichloride is 0,2 ppm (1,1 mg/m³) als tijdgewogen gemiddelde over 8 uur. Voor kortetijdblootstelling (max. 15 minuten) geldt een maximale toegelaten concentratie (MAC-waarde) van 0,5 ppm (2,8 mg/m³).